# Legge del 5 novembre

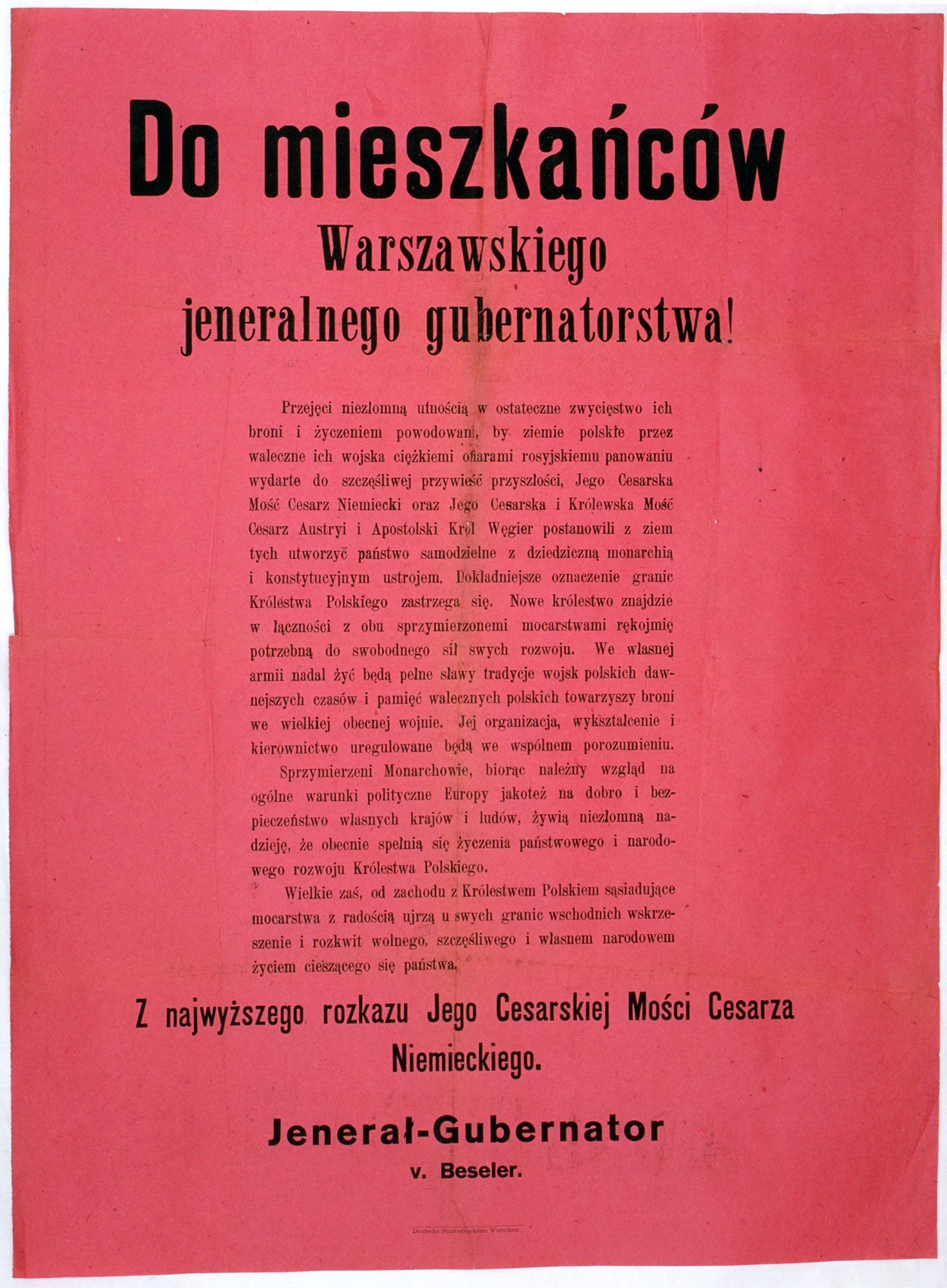
Legge del 5 novembre

La legge del 5 novembre del 1916 fu una dichiarazione degli imperatori Guglielmo II di Germania e Francesco Giuseppe d'Austria. Proclamò la creazione del Regno di Polonia, Stato fantoccio alleato e controllato dagli Imperi centrali. L'origine del documento fu il bisogno di assorbire nuove risorse dalla Polonia occupata dalla Germania per la guerra con la Russia.